# Jéci
Jecimauro José Borges, dit Jéci, est un footballeur brésilien né le 22 avril 1980 à Guaratinguetá. Il évolue au poste de défenseur.

## Biographie
Jéci commence sa carrière au Brésil. Il joue tout d'abord en faveur de Guaratinguetá, de Criciúma, d'Ituano, du São Bento et du Clube do Remo.
En 2007, Jéci rejoint le club de Coritiba. Puis en 2008, il s'engage avec Palmeiras. Il retourne en 2009 à Coritiba. Jéci est sacré champion de deuxième division brésilienne en 2010 avec le club de Coritiba, disputant 34 matchs en championnat cette saison-là. 
En 2012, Jéci quitte son pays natal et s'expatrie au Japon, en engageant avec le club du Kawasaki Frontale.

## Palmarès
- Champion du Brésil de Série B en 2007 et 2010 avec Coritiba
- Champion de l'État du Paraná en 2008, 2010 et 2011 avec Coritiba